# Krystall Saratov
Krystall Saratov (rusky Кристалл Саратов) je hokejový klub ze Saratova, který hraje Ruskou ligu ledního hokeje (2. liga po Kontinentální hokejové lize) v Rusku.